# Homosexualidad y la Iglesia de Jesucristo de los Santos de los Últimos Días

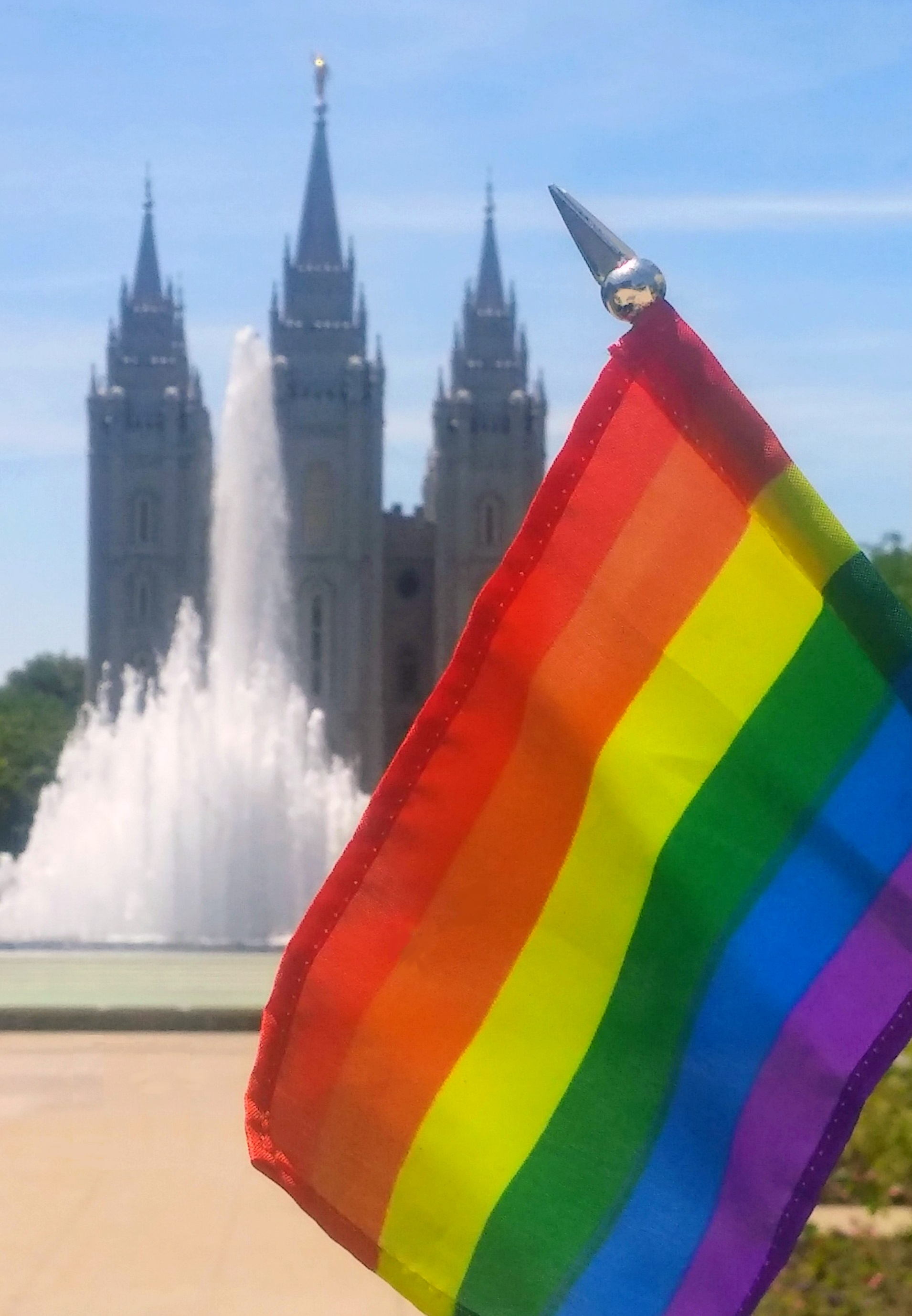
Una bandera LGBT y el templo SUD de Salt Lake City, Utah.

Toda actividad sexual homosexual es condenada como pecaminosa por la Iglesia de Jesucristo de los Santos de los Últimos Días (conocida también como iglesia mormona o iglesia SUD), y la iglesia enseña que Dios no aprueba el matrimonio entre personas del mismo sexo. Los adherentes quienes participen en comportamientos sexuales entre personas del mismo sexo pueden enfrentar disciplina de la iglesia. Los miembros de la iglesia que experimentan atracciones homosexuales, incluidos aquellos que se identifican a sí mismos como homosexuales, lesbianas o bisexuales, están en buena relación con la iglesia si se abstienen de cualquier práctica sexual homosexual o relaciones sexuales fuera de un matrimonio con el sexo opuesto.: 116  Sin embargo, todas las personas, incluidas aquellas en relaciones y matrimonios del mismo sexo, pueden asistir a las reuniones de la iglesia.
Para recibir ordenanzas en esta denominación del mormonismo como el bautismo, y para entrar en los templos de la iglesia, se requiere que los adherentes practiquen la abstinencia sexual fuera del matrimonio heterosexual. Además, en las enseñanzas sobre el plan que Dios tiene para sus hijos, a las personas homosexuales y lesbianas no célibes no se les permitirá recibir la exaltación en el nivel superior del cielo para ser como Dios a menos que se arrepientan durante la vida terrenal. El matrimonio heterosexual también es un requisito para la exaltación. Las políticas de la iglesia y el tratamiento de las personas LGBT han sido una fuente de controversia tanto dentro como fuera de la iglesia. También han sido causa de desacuerdo y desafección por parte de sus miembros.
La Iglesia SUD ha hecho campaña contra el reconocimiento del gobierno del matrimonio entre personas del mismo sexo, y el tema del matrimonio entre personas del mismo sexo ha sido una de las principales preocupaciones públicas de la iglesia desde 1993.: 1  También ha apoyado la legislación que protege a los miembros de la comunidad LGBT contra la discriminación en el empleo, con tal que también exime a las instituciones religiosas de honrar estas protecciones. Las sanciones de los líderes de la iglesia son más severas para los pecados sexuales entre personas del mismo sexo que para los heterosexuales en asuntos de disciplina general de la iglesia, requisitos misioneros y cumplimiento del código de conducta en las universidades administradas por la iglesia.
Las declaraciones y acciones de la iglesia a lo largo de su historia se han centrado principalmente en la homosexualidad masculina y rara vez en la homosexualidad femenina (lesbianismo) o la bisexualidad.: 20  Los líderes de la iglesia enseñaron previamente que la homosexualidad era una condición curable. Aconsejaron a los miembros que podían y debían cambiar sus atracciones, y proporcionaron terapia y programas con ese objetivo.: 13–19 : 377–379  Desde 1976 hasta 1989, el manual de políticas de la iglesia exigía la disciplina de la iglesia para los miembros atraídos al mismo sexo, castigando simplemente ser homosexual con sanciones similares a las de los actos de adulterio y abuso de menores.: 16, 43  Incluso los personas homosexuales célibes estaban sujetos a la excomunión.: 382, 422 : 139  Las publicaciones de la iglesia ahora afirman que "las personas no eligen tener tales atracciones", sus servicios de terapia administrados por la iglesia ya no brindan esfuerzos para cambiar la orientación sexual y la iglesia no tiene una postura oficial sobre las causas de la homosexualidad. Estas enseñanzas y políticas actuales dejan a los miembros homosexuales con la opción de intentos potencialmente dañinos de cambiar su orientación sexual, entrando en un matrimonio de sexo opuesto de orientación mixta,: 27 : 108  o vivir un estilo de vida célibe sin ninguna expresión sexual.: 11 : 20–21 

## Cambios resumidos en las enseñanzas a través de las décadas
Desde las primeras menciones registradas de la homosexualidad por parte de los principales líderes de la iglesia, las enseñanzas y las políticas sobre la naturaleza, la etiología, la mutabilidad y la identidad sobre las atracciones físicas y románticas entre personas del mismo sexo han experimentado muchos cambios a lo largo de las décadas.: 45–46 : 13–21  La retórica de la iglesia en torno a la homosexualidad se ha suavizado con el tiempo.: 169–170  Por ejemplo, los líderes de la iglesia global (llamados autoridades generales ) en el pasado pronunciaron inequívocamente más de 30 supuestas causas de la homosexualidad (por ejemplo, contagio, reclutamiento, madre dominante, egoísmo) y negaron cualquier explicación biológica.: 19  Desde entonces, la iglesia ha revertido muchas de sus posturas en torno a la homosexualidad, incluido el cambio a una postura de neutralidad sobre los orígenes de la homosexualidad y el reconocimiento por implicación de que el fomento de los matrimonios de orientación mixta por parte de los líderes anteriores puede haber sido erróneo.: 217  A continuación se muestra una tabla que resume algunos de los principales cambios en el diálogo oficial.
| Tema                                      | Enseñanzas anteriores | Enseñanzas de transición | Enseñanzas actuales                                                                        |
| ----------------------------------------- | --- | --- | ------------------------------------------------------------------------------------------ |
| Innato                                    | No | Tal vez | Sin posición                                                                               |
| Causas                                    | Adicción, masturbación, pornografía, disfunción familiar, madre asfixiante, padre distante o débil, abuso sexual, películas sexuales, egoísmo, hablar de ello, vestimenta o comportamiento no conforme con el género | Factores biológicos y ambientales                                                                                            | Sin posición                                                                               |
| Identidad y etiquetas                     | Mal usar etiquetas gay | | Identificarse como gay es aceptable                                                        |
| Esfuerzos de cambio de orientación sexual | Se recomienda la terapia de aversión a los electrochoques, se alienta la terapia reparadora, enfermedad curable, se debe superar                                                                                     | La terapia de conversión puede ser apropiada, denuncia cualquier práctica abusiva, muchos la superan por la fe y la rectitud | La terapia reparadora y otros esfuerzos de cambio de orientación sexual ya no se practican |
| Citas heterosexuales y matrimonio.        | Como paso terapéutico | Casamiento correcto para algunos                                                                                             | No debe ser visto como una terapia o solución                                              |

Desde 1969 hasta al menos 2013, casi todos los años se mencionó la homosexualidad en por lo menos un discurso de los principales líderes en la conferencia general o en la revista principal de la iglesia.: 6  Desde la década de 1950 hasta la década de 1990, los principales líderes enseñaron que la homosexualidad era un problema correlacionado con la destrucción de la sociedad estadounidense.: 6–8  Además, desde la década de 1970 hasta el presente enseñaron que estaba relacionado con la destrucción de la familia, y una contradicción de las normas de género dadas por Dios.: 6–11 

## La Crítica
Aunque la posición de la iglesia sobre el comportamiento homosexual como pecaminoso sigue siendo la misma, el tono de la retórica de los principales líderes ha pasado de una condena confrontativa a una preocupación compasiva por aquellos "afligidos" por la atracción hacia personas del mismo sexo.: 11–13  Sin embargo, algunos investigadores de la Journal for the Scientific Study of Religion argumentan que este cambio, en última instancia, solo está reproduciendo la misma retórica anti-LGBTQ, pero disfrazándola "en un paquete más amable" con una "fachada más amable" para desviar las críticas a la homofobia manifiesta, y que esta retórica sirve para fortalecer el poder institucional de la iglesia y la subordinación heterosexual de las personas LGBTQ a pesar de su creciente aceptación social.: 11–12, 17   En referencia a la dura retórica sobre la homosexualidad del pasado, el apóstol D. Todd Christofferson declaró en 2015: "Creo que podemos expresar mejor las cosas". El mismo año, el apóstol Dallin H. Oaks habló sobre el tema diciendo: "Sé que la historia de la iglesia no es buscar disculpas ni darlas. A veces miramos hacia atrás y decimos: 'Tal vez eso fue contraproducente para lo que queremos lograr', pero miramos hacia adelante y no hacia atrás".